# Роккараїнола
Роккараїнола (італ. Roccarainola) — муніципалітет в Італії, у регіоні Кампанія,  метрополійне місто Неаполь.
Роккараїнола розташована на відстані близько 210 км на південний схід від Рима, 31 км на північний схід від Неаполя.
Населення — 7113 осіб (2014).
Щорічний фестиваль відбувається 24 червня та 14 грудня. Покровитель — святий Іван Хреститель e Sant' Agnello Abate.

## Демографія
Населення за роками:

Станом на 1 січня 2023 року в муніципалітеті офіційно проживали 152 іноземці з 24 країн, серед них 86 громадян країн Євросоюзу та 25 громадян України.

## Сусідні муніципалітети
- Арієнцо
- Арпая
- Авелла
- Червінара
- Чиччано
- Форкія
- Нола
- Паолізі
- Ротонді
- Сан-Феліче-а-Канчелло
- Туфіно